# Rachelia (chi bướm)
Rachelia là một chi bướm ngày thuộc họ Bướm nâu.

## Các loài
- Rachelia extrusus C. & R. Felder, 1867